# Kent Huskins
Kent Huskins (* 4. Mai 1979 in Almonte, Ontario) ist ein ehemaliger kanadischer Eishockeyspieler, der im Verlauf seiner aktiven Karriere zwischen 1997 und 2015 unter anderem 366 Spiele für die Anaheim Ducks, San Jose Sharks, St. Louis Blues, Detroit Red Wings und Philadelphia Flyers in der National Hockey League (NHL) auf der Position des Verteidigers bestritten hat. Seinen größten Karriereerfolg feierte Huskins, der auch einen Großteil seiner Laufbahn in der American Hockey League (AHL) verbrachte, in Diensten der Anaheim Ducks mit dem Gewinn des Stanley Cups im Jahr 2007.

## Karriere
Huskins begann seine Karriere im Alter von 16 Jahren in der Central Junior A Hockey League (CJHL), einer unterklassigen kanadischen Juniorenliga, bei den Kanata Valley Lasers. In den zwei Spielzeiten zwischen 1995 und 1997 brachte es der Verteidiger auf 102 Partien, in denen ihm 74 Scorerpunkte gelangen. Im Sommer 1997 schrieb sich der Kanadier an der Clarkson University ein, wo er neben seinem Studium für die Universitätsmannschaft in der ECAC Hockey, einer Liga im Spielbetrieb der National Collegiate Athletic Association (NCAA), aktiv war. Das erste Collegejahr schloss Huskins mit zehn Punkten aus 38 Begegnungen ab und wurde im anschließenden Sommer während des NHL Entry Draft 1998 als insgesamt 156. Spieler von den Chicago Blackhawks aus der National Hockey League (NHL) ausgewählt. Dennoch verblieb der Defensivspezialist die folgenden drei Jahre im College-Bereich und konnte dabei zahlreiche Erfolge feiern. Zudem verbesserte er seine Statistiken in der Offensive sukzessive. Zwischen den Spieljahren 1998/99 und 2000/01 konnte er einmal mit der Mannschaft die Meisterschaft der ECAC gewinnen und nahm daher am Memorial Cup teil. Des Weiteren wurde er zweimal ins First All-Star Team der ECAC gewählt und im Jahr 2001 sowohl zum besten defensiv ausgerichteten Verteidiger der Liga ernannt als auch ins East First All-American Team der NCAA berufen.

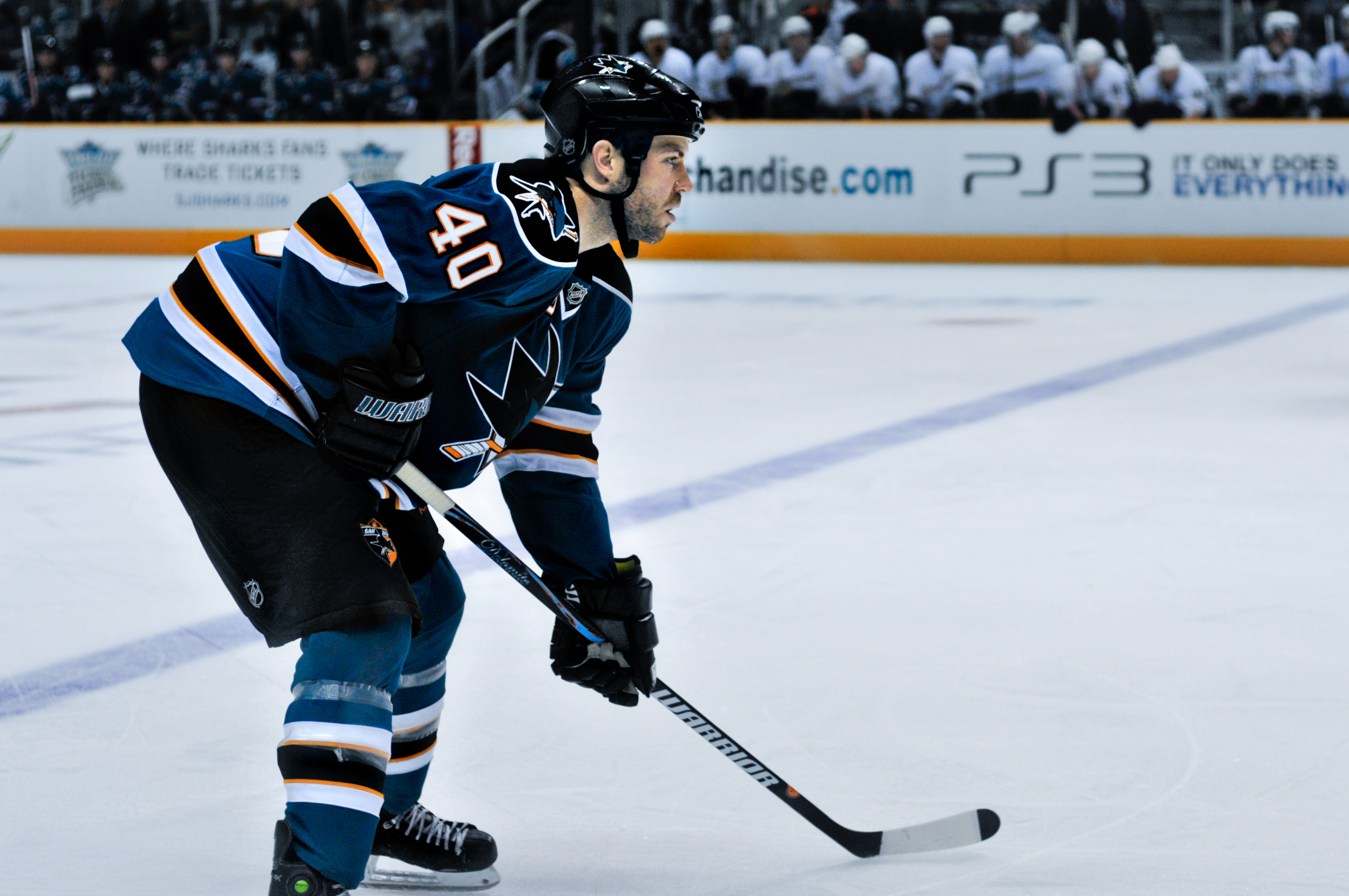
Huskins im Trikot der San Jose Sharks (2009)

Nach insgesamt vier Jahren an der Clarkson University wechselte Huskins im Sommer 2001, im Alter von 22 Jahren, in den Profibereich, nachdem ihn die Chicago Blackhawks mit einem Zweijahresvertrag für die American Hockey League (AHL) ausgestattet hatten. Dort spielte er für deren Farmteam, die Norfolk Admirals, und wusste dabei durch seine soliden Leistungen in der Defensive und Offensive zu überzeugen. In 145 Partien in der regulären Saison konnte er 42 Scorerpunkte sammeln und dabei einen positiven Plus/Minus-Wert vorweisen. Dennoch entschieden sich die Blackhawks im Sommer 2003 dazu, den auslaufenden Vertrag des Kanadiers nicht zu verlängern, wodurch dieser als Free Agent in die Organisation der Florida Panthers wechselte. In deren Farmteam, den San Antonio Rampage, erfüllte Huskins seinen Einjahresvertrag und schloss sich zur Spielzeit 2004/05 – wiederum als Free Agent – dem AHL-Ligakonkurrenten Manitoba Moose an. Erneut verbrachte er nur eine Saison bei der Mannschaft, da ihn im Sommer 2005 die Mighty Ducks of Anaheim unter Vertrag nahmen. Nachdem er die gesamte Spielzeit 2005/06 und den Beginn der Saison 2006/07 beim Farmteam Portland Pirates in der AHL gespielt hatte, wurde er am 23. Dezember 2006 erstmals in den NHL-Kader des inzwischen in Anaheim Ducks umbenannten Franchises berufen, um den verletzten Sean O’Donnell zu ersetzen. Seine beständigen Leistungen bescherten ihm durch den Ausfall von Chris Pronger eine erneute Berufung. Durch einige Transfergeschäfte der Ducks im Rahmen der Trade Deadline im März 2007 erhielt Huskins endgültig einen Stammplatz in der Verteidigung der Ducks und konnte noch im gleichen Jahr den Stanley Cup mit dem Team gewinnen. Dabei kam er in allen 21 Playoff-Partien des Teams zum Einsatz.
Auch in der folgenden Spielzeit war der Kanadier ein fester Bestandteil der Defensive der Kalifornier und lief in 76 Partien auf. Dabei gelangen ihm 19 Punkte, darunter auch vier Tore. Ähnlich erfolgreich verlief der Beginn des Spieljahres 2008/09, jedoch verletzte sich der Verteidiger Mitte Dezember bei einem geblockten Schussversuch eines Gegners am rechten Fuß so schwer, dass er sich nach einigen Wochen operieren lassen musste, um die entstandene Knochenfraktur zu richten. Somit konnte er bis Anfang März nur 33 Spiele bestreiten und wurde wenig später gemeinsam mit seinem Teamkollegen Travis Moen an den Rivalen San Jose Sharks abgegeben. Diese transferierten im Gegenzug Timo Pielmeier, Nick Bonino sowie ein konditionelles Draft-Recht zwischen der zweiten und vierten Runde im NHL Entry Draft 2011 nach Anaheim. Obwohl der Verteidiger im restlichen Verlauf der Spielzeit wegen der Fußverletzung und dem frühen Ausscheiden der Sharks aus den Playoffs keinen Einsatz mehr hatte, verlängerten diese den auslaufenden Vertrag um zwei Jahre.
Am 2. Juli 2011 unterzeichnete Huskins einen Kontrakt für ein Jahr bei den St. Louis Blues. Er bestritt jedoch im Saisonverlauf lediglich 26 Spiele für das Team, nachdem er den Großteil der Spielzeit aufgrund einer Verletzung am Sprunggelenk ausfiel. In der Folge fand der Verteidiger aufgrund des Lockouts vor dem Beginn der Saison 2012/13 keinen neuen Arbeitgeber. Erst im Januar 2013 verpflichtete sein Ex-Team Norfolk Admirals den Free Agent, ehe er nur fünf Tage später und nach zwei absolvierten Spielen einen Vertragsangebot der Detroit Red Wings erhielt. Dort war er zwei Monate aktiv, ehe er Ende März zum Ligakonkurrenten Philadelphia Flyers transferiert wurde, wo er die Spielzeit beendete. Vor der Saison 2013/14 wurde Huskins von den Utica Comets aus der AHL unter Vertrag genommen, wo er seine Karriere, die er im Sommer 2015 im Alter von 36 Jahren für beendet erklärte, ausklingen ließ.

## Erfolge und Auszeichnungen
| - 1999 Whitelaw-Cup-Gewinn mit der Clarkson University - 2000 ECAC First All-Star Team - 2001 ECAC First All-Star Team - 2001 ECAC Best Defensive Defenceman | - 2001 NCAA East First All-American Team - 2007 Stanley-Cup-Gewinn mit den Anaheim Ducks - 2010 ECAC Second All-Decade Team |

## Karrierestatistik
(Legende zur Spielerstatistik: Sp oder GP = absolvierte Spiele; T oder G = erzielte Tore; V oder A = erzielte Assists; Pkt oder Pts = erzielte Scorerpunkte; SM oder PIM = erhaltene Strafminuten; +/− = Plus/Minus-Bilanz; PP = erzielte Überzahltore; SH = erzielte Unterzahltore; GW = erzielte Siegtore; 1 Play-downs/Relegation; Kursiv: Statistik nicht vollständig)